# Difusão atômica
Difusão atômica é um processo de difusão através do qual o movimento aleatório termicamente ativado de átomos em um sólido resulta num transporte em balanço de átomos. Por exemplo, átomos de hélio dentro de um balão podem difundir-se através da parede do balão lentamente se esvaziando. Outras moléculas do ar (e.g. oxigênio, nitrogênio) tem menores mobilidades e então podem se difundir mais lentamente através da parede do balão. Existe um gradiente de concentração na parede do balão, porque inicialmente o balão era preenchido com hélio, e então está cheio de hélio em seu interior, mas há relativamente pouco hélio no lado externo (hélio não é um componente significativo do ar). A taxa de transporte é governada pela difusividade e o gradiente de concentração.

## Em cristais

Difusão atômica intersticial através de um retículo quadricoordinado. Note-se que os átomos frequentemente bloqueiam uns aos outros de mover-se para sítios adjacentes. Como pela lei de Fick, o fluxo resultante (ou movimento de átomos) é sempre na direção oposta do gradiente de concentração.

No estado sólido cristalino, a difusão dentro da rede cristalina ocorre tanto por mecanismos intersticiais como substitucionais e é tratado como difusão de retículo. Na difusão de retículo intersticial, um difundente (tal como carbono em uma liga de ferro), irá difundir-se entre a estrutura de retículo de outro elemento cristalino. Na difusão de retículo substitucional (autodifusão por exemplo), o átomo pode somente mover-se pela substituição de local com outro átomo. A difusão de retículo substitucional é frequentemente contingente sobre a disponibilidade de pontos de vacãncia em toda a rede cristalina. Difusão de partículas migram de vaga ponto a ponto de vacância por saltos rápidos, essencialmente saltando aleatoriamente (difusão aos saltos).